# Lega Nazionale A 1994 (football americano)
La Lega Nazionale A 1994 è stata la 9ª edizione del campionato di football americano di primo livello, organizzato dalla SAFV.

## Squadre partecipanti
| Club                 | Città           | Stadio | Sponsor ufficiale | Risultato nella stagione 1993     |
| -------------------- | --------------- | ------ | ----------------- | --------------------------------- |
| Basilisk Meanmachine | Basilea         |        |                   | Vincitori VIII Swiss Bowl         |
| Bern Grizzlies       | Berna           |        |                   | Vincitori LNB                     |
| Bienna Jets          | Bienne          |        |                   | Terzo posto in Lega B             |
| Geneva Seahawks      | Ginevra         |        |                   | Semifinalisti                     |
| Gladiators Pratteln  | Pratteln        |        |                   | Secondo posto in LNB              |
| Lausanne Sharks      | Losanna         |        |                   |                                   |
| Monthey Rhinos       | Monthey         |        |                   | Secondo posto in Prima Lega       |
| Sankt Gallen Raiders | San Gallo       |        |                   | Semifinalisti                     |
| Turgovia Lions       | Canton Turgovia |        |                   | Vincitori Prima Lega              |
| Winterthur Warriors  | Winterthur      |        |                   | Quarto posto in LNB               |
| Zürich Falcons       | Zurigo          |        |                   | Finalisti                         |
| Zürich Renegades     | Zurigo          |        |                   | Quinto posto in stagione regolare |

### Gironi
| Division Ovest  | Division Centro      | Division Est         |
| --------------- | -------------------- | -------------------- |
| Bienna Jets     | Basilisk Meanmachine | Sankt Gallen Raiders |
| Geneva Seahawks | Bern Grizzlies       | Turgovia Lions       |
| Lausanne Sharks | Gladiators Pratteln  | Winterthur Warriors  |
| Monthey Rhinos  | Zürich Renegades     | Zürich Falcons       |

## Stagione regolare

### Calendario

#### 1ª giornata
| 17 aprile 1994 | Sankt Gallen Raiders | 50 – 0 | Turgovia Lions |  |

| 17 aprile 1994 | Lausanne Sharks | 14 – 0 | Monthey Rhinos |  |

| 17 aprile 1994 | Geneva Seahawks | 19 – 0 | Bienna Jets |  |

| 17 aprile 1994 | Basilisk Meanmachine | 14 – 6 | Bern Grizzlies |  |

#### 2ª giornata
| 24 aprile 1994 | Winterthur Warriors | 0 – 36 | Sankt Gallen Raiders |  |

| 24 aprile 1994 | Turgovia Lions | 7 – 34 | Zürich Falcons |  |

| 24 aprile 1994 | Bienna Jets | 24 – 0 | Lausanne Sharks |  |

| 24 aprile 1994 | Monthey Rhinos | 0 – 50 | Geneva Seahawks |  |

| 24 aprile 1994 | Zürich Renegades | 0 – 50 | Basilisk Meanmachine |  |

| 24 aprile 1994 | Gladiators Pratteln | 0 – 39 | Bern Grizzlies |  |

#### 3ª giornata - Interconference
| 1º maggio 1994 | Basilisk Meanmachine | 27 – 0 | Sankt Gallen Raiders |  |

| 1º maggio 1994 | Zürich Renegades | 47 – 6 | Winterthur Warriors |  |

| 1º maggio 1994 | Geneva Seahawks | 56 – 0 | Turgovia Lions |  |

| 1º maggio 1994 | Bienna Jets | 0 – 19 | Zürich Falcons |  |

| 1º maggio 1994 | Gladiators Pratteln | 50 – 6 | Lausanne Sharks |  |

#### 4ª giornata
| 8 maggio 1994 | Zürich Falcons | 50 – 0 | Winterthur Warriors |  |

| 8 maggio 1994 | Gladiators Pratteln | 6 – 31 | Zürich Renegades |  |

#### 5ª giornata
| 15 maggio 1994 | Sankt Gallen Raiders | 25 – 17 | Zürich Falcons |  |

| 15 maggio 1994 | Winterthur Warriors | 12 – 21 | Turgovia Lions |  |

| 15 maggio 1994 | Lausanne Sharks | 0 – 57 | Geneva Seahawks |  |

| 15 maggio 1994 | Bienna Jets | 52 – 0 | Monthey Rhinos |  |

| 15 maggio 1994 | Zürich Renegades | 9 – 7 | Bern Grizzlies |  |

| 15 maggio 1994 | Basilisk Meanmachine | 46 – 0 | Gladiators Pratteln |  |

#### 6ª giornata
| 29 maggio 1994 | Winterthur Warriors | 0 – 20 | Zürich Falcons |  |

| 29 maggio 1994 | Turgovia Lions | 3 – 54 | Sankt Gallen Raiders |  |

| 29 maggio 1994 | Bienna Jets | 0 – 52 | Geneva Seahawks |  |

| 29 maggio 1994 | Monthey Rhinos | 0 – 44 | Lausanne Sharks |  |

#### 7ª giornata
| 5 giugno 1994 | Sankt Gallen Raiders | 55 – 0 | Winterthur Warriors |  |

| 5 giugno 1994 | Geneva Seahawks | 20 – 0 | Monthey Rhinos |  |

| 5 giugno 1994 | Lausanne Sharks | 6 – 20 | Bienna Jets |  |

| 5 giugno 1994 | Bern Grizzlies | 48 – 8 | Gladiators Pratteln |  |

| 5 giugno 1994 | Basilisk Meanmachine | 31 – 11 | Zürich Renegades |  |

#### 8ª giornata
| 12 giugno 1994 | Geneva Seahawks | 55 – 0 | Lausanne Sharks |  |

| 12 giugno 1994 | Monthey Rhinos | 8 – 50 | Bienna Jets |  |

| 12 giugno 1994 | Bern Grizzlies | 16 – 9 | Zürich Renegades |  |

#### 9ª giornata - Interconference
| 19 giugno 1994 | Lausanne Sharks | 6 – 60 | Basilisk Meanmachine |  |

| 19 giugno 1994 | Zürich Falcons | 8 – 12 | Zürich Renegades |  |

| 19 giugno 1994 | Turgovia Lions | 3 – 36 | Bern Grizzlies |  |

| 19 giugno 1994 | Sankt Gallen Raiders | 8 – 38 | Geneva Seahawks |  |

| 19 giugno 1994 | Monthey Rhinos | 0 – 40 | Gladiators Pratteln |  |

#### 10ª giornata - Conference e Interconference
| 26 giugno 1994 | Zürich Falcons | 45 – 0 | Turgovia Lions |  |

| 26 giugno 1994 | Gladiators Pratteln | 0 – 50 | Basilisk Meanmachine |  |

| 26 giugno 1994 | Bern Grizzlies | 20 – 0 | Monthey Rhinos |  |

| 26 giugno 1994 | Winterthur Warriors | 0 – 20 | Bienna Jets |  |

#### 11ª giornata
| 3 luglio 1994 | Turgovia Lions | 20 – 0 | Winterthur Warriors |  |

| 3 luglio 1994 | Zürich Falcons | 10 – 28 | Sankt Gallen Raiders |  |

| 3 luglio 1994 | Bern Grizzlies | 7 – 6 | Basilisk Meanmachine |  |

| 3 luglio 1994 | Zürich Renegades | 20 – 0 | Gladiators Pratteln |  |

### Classifica
La classifica della regular season è la seguente:
- PCT = percentuale di vittorie, G = partite giocate, V = partite vinte,  P = partite perse, PF = punti fatti, PS = punti subiti
- La qualificazione ai playoff è indicata in verde

#### Girone Est
| Pos. | Squadra              | PCT   | G | V | P | PF  | PS  |
| ---- | -------------------- | ----- | - | - | - | --- | --- |
| 1    | Sankt Gallen Raiders | 1.000 | 8 | 8 | 0 | 256 | 95  |
| 2    | Zürich Falcons       | .625  | 8 | 5 | 3 | 203 | 72  |
| 3    | Turgovia Lions       | .250  | 8 | 2 | 6 | 54  | 287 |
| 4    | Winterthur Warriors  | .000  | 8 | 0 | 8 | 18  | 269 |

#### Girone Ovest
| Pos. | Squadra         | PCT   | G | V | P | PF  | PS  |
| ---- | --------------- | ----- | - | - | - | --- | --- |
| 1    | Geneva Seahawks | 1.000 | 8 | 8 | 0 | 347 | 8   |
| 2    | Bienna Jets     | .625  | 8 | 5 | 3 | 166 | 104 |
| 3    | Lausanne Sharks | .250  | 8 | 2 | 6 | 76  | 266 |
| 4    | Monthey Rhinos  | .000  | 8 | 0 | 8 | 8   | 290 |

#### Girone Centro
| Pos. | Squadra              | PCT  | G | V | P | PF  | PS  |
| ---- | -------------------- | ---- | - | - | - | --- | --- |
| 1    | Basilisk Meanmachine | .875 | 8 | 7 | 1 | 284 | 30  |
| 2    | Bern Grizzlies       | .750 | 8 | 6 | 2 | 179 | 49  |
| 3    | Zürich Renegades     | .625 | 8 | 5 | 3 | 139 | 124 |
| 4    | Gladiators Pratteln  | .250 | 8 | 2 | 6 | 104 | 240 |

## Playoff

### Squadre qualificate
| Team                 | Girone |
| -------------------- | ------ |
| Geneva Seahawks      | Ovest  |
| Sankt Gallen Raiders | Est    |
| Basilisk Meanmachine | Centro |
| Bern Grizzlies       | Centro |
| Zürich Falcons       | Est    |
| Bienna Jets          | Ovest  |
| Zürich Renegades     | Centro |
| Lausanne Sharks      | Ovest  |

### Incontri preliminari
| 28 agosto 1994 | Bern Grizzlies | 52 – 0 | Lausanne Sharks |  |

| 28 agosto 1994 | Sankt Gallen Raiders | 33 – 6 | Zürich Renegades |  |

| 28 agosto 1994 | Basilisk Meanmachine | 55 – 0 | Bienna Jets |  |

| 28 agosto 1994 | Geneva Seahawks | 38 – 0 | Zürich Falcons |  |

### IX Swiss Bowl
| 1º ottobre 1994 | Geneva Seahawks | 6 – 29 | Basilisk Meanmachine |  |

## Verdetti
- Basilisk Meanmachine Campioni di Svizzera 1994